# Könkämäeno
La Könkämäeno est une rivière de Laponie qui marque la frontière entre la Finlande et la Suède.

## Géographie
D'une longueur de 90 km environ, elle prend sa source dans le lac Kilpis situé dans les Alpes scandinaves à la frontière entre la Finlande et la Norvège et forme après un parcours en direction du sud-est la rivière Muonio par réunion avec la rivière Lätäseno à proximité du village de Karesuando. La rivière est réputée pour ses opportunités de pêche.
Depuis 1809 et le traité de Fredrikshamn, la rivière Könkämäeno, de même que la Muonio et le fleuve Torne, sert de frontière entre la Suède et la Finlande (entre la Suède et l'Empire russe à la signature du traité).